# Schlichtung zu Stuttgart 21
Die Schlichtung zu Stuttgart 21 war ein Schlichtungsverfahren, in dem über das Verkehrs- und Städtebauprojekt Stuttgart 21 diskutiert wurde. Dabei kamen von den Projektbefürwortern und -gegnern jeweils sieben Vertreter im Stuttgarter Rathaus in der Zeit von Ende Oktober bis Ende November 2010 sowie im Juli 2011 zusammen. Die Sitzungen moderierte der frühere CDU-Politiker Heiner Geißler.
Das Schlichtungsverfahren wurde eingeleitet nach anhaltenden Protesten gegen das Projekt und einem umstrittenen Polizeieinsatz im Stuttgarter Schlossgarten mit hunderten Verletzten, wodurch die Fronten zwischen Projektgegnern und -befürwortern verhärtet waren. Es wurde als „demokratisches Experiment“ bezeichnet, da der Meinungsaustausch in öffentlichen Sitzungen ausgetragen und vom öffentlich-rechtlichen Fernsehen übertragen wurde. Über neun Sitzungstage im November 2010 gaben rund 70 Sprecher in rund 65 Stunden Diskussionszeit gut 9900 Redebeiträge ab.
Am 30. November 2010 stellte der Moderator Geißler seinen Kompromissvorschlag „Stuttgart 21 plus“ vor, in dem er sieben Verbesserungen an dem Projekt forderte, die umgesetzt werden müssten. Eine davon war der Stresstest zur Leistungsfähigkeit des neuen Hauptbahnhofs. Zum Abschluss der öffentlichen Diskussion der Ergebnisse des „Stresstests Stuttgart 21“ am 29. Juli 2011 legte Geißler einen von ihm und SMA und Partner ausgearbeiteten Kompromissvorschlag unter der Bezeichnung „Frieden in Stuttgart“ vor. Dieser sieht eine Kombilösung eines 4-gleisigen Durchgangsbahnhofs und eines 10- bis 12-gleisigen Kopfbahnhofs vor.
Nach einem Antrag des Aktionsbündnisses gegen Stuttgart 21 entschied das Verwaltungsgericht Stuttgart am 13. Februar 2012, dass der Schlichterspruch rechtlich nicht bindend ist.

## Schlichtungsgespräche

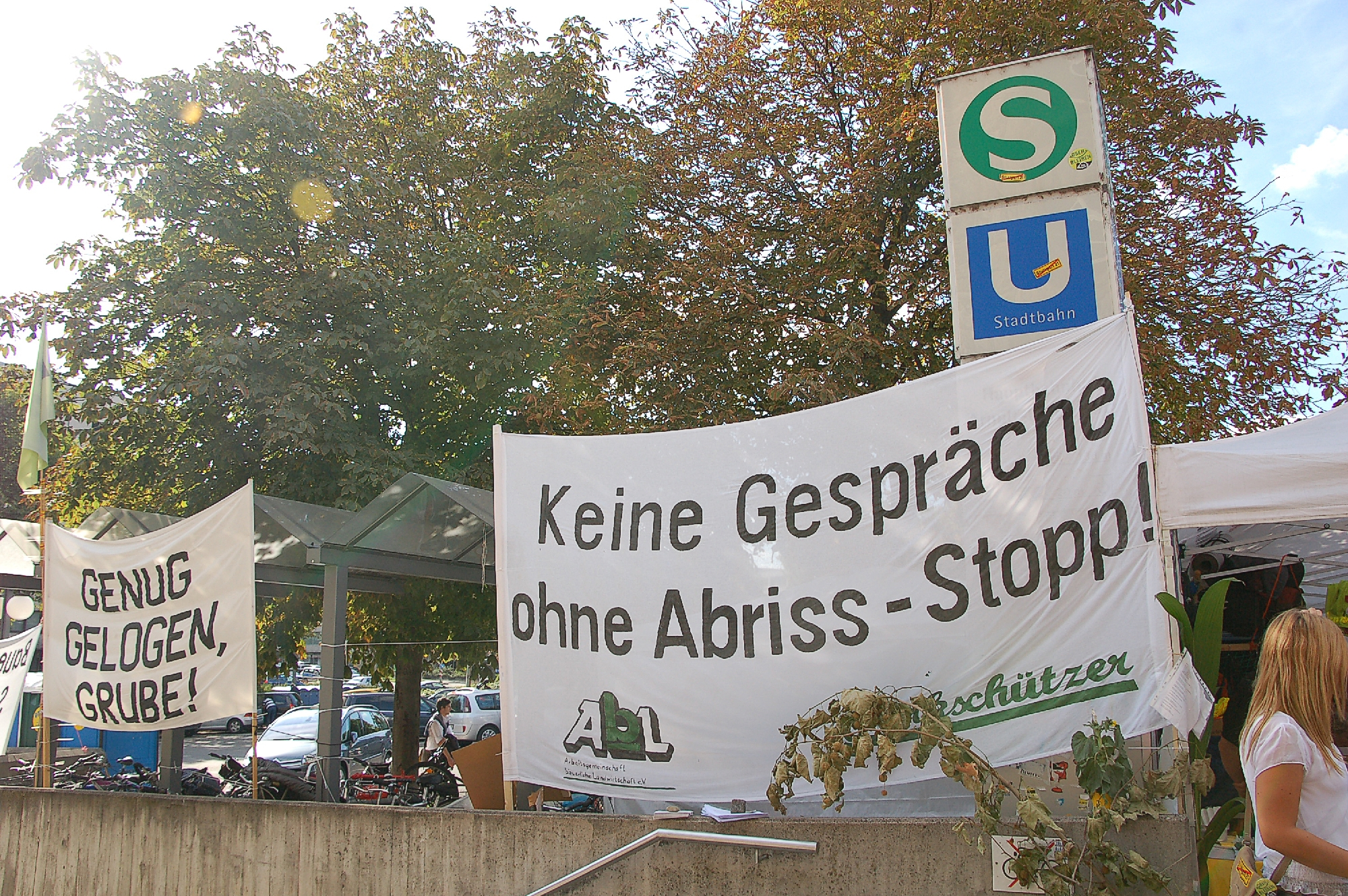
Transparent der Arbeitsgemeinschaft bäuerlicher Landwirtschaft und der Parkschützer

Das Schlichtungsverfahren wurde eingeleitet nach anhaltendem Protest gegen Stuttgart 21 und dem eskalierten Polizeieinsatz vom 30. September 2010 im Stuttgarter Schlossgarten. Die Fronten zwischen den Befürwortern und Gegnern des Bahnprojekts waren verhärtet.
Die baden-württembergische FDP schlug den Einsatz eines unabhängigen Vermittlers vor. Die Grünen im baden-württembergischen Landtag brachten den ehemaligen CDU-Generalsekretär Heiner Geißler als möglichen Streitschlichter ins Gespräch, der von Ministerpräsident Stefan Mappus in einer Regierungserklärung ebenso vorgeschlagen wurde.
Mit Beginn der Diskussion über ein mögliches Schlichtungsverfahren gab es Forderungen und Uneinigkeit über einen Baustopp. Die Umwelt- und Verkehrsministerin Baden-Württembergs, Tanja Gönner, kündigte am 4. Oktober 2010 einen Aufschub der Abrissarbeiten für den Südflügel des Hauptbahnhofs an, lehnte einen vollständigen Baustopp aber ab. Ihre Ankündigung stieß bei Vertretern der Grünen auf Kritik, da der Abriss des Südflügels vor 2012 ohnehin nicht geplant war. Am 7. Oktober 2010 kündigte Geißler für die Zeit der Gespräche einen Bau- und Vergabestopp an, was Mappus aber später dementierte.
Am 15. Oktober 2010 erfolgte unter Leitung von Heiner Geißler ein erstes Gespräch zwischen Vertretern von Projektbefürwortern und -gegnern. Beide Seiten verständigten sich auf eine öffentliche Fortführung der Gespräche. Die Parkschützer stiegen daraufhin aus der Vermittlung aus, da ein vollständiger Baustopp nicht erreicht wurde. Ähnlich  wie bei Tarifverhandlungen sollte während der Schlichtung eine Friedenspflicht gelten. Die Bahn führte während der Schlichtung jedoch „vorbereitende Maßnahmen“ durch und S21-Gegner protestierten regelmäßig.
Am 17. Oktober 2010 kritisierte der Vermittler Heiner Geißler den Entscheidungsprozess zu Stuttgart 21 und bezeichnete diesen in einem Interview als „Basta-Politik“.
Die Schlichtungsgespräche wurden als „Sach- und Fachschlichtung“ oder „Faktencheck“ bezeichnet und unterschieden sich dadurch von üblichen Schlichtungs- oder Tarifverhandlungen. Die Sitzungen im Stuttgarter Rathaus begannen am 22. Oktober 2010 und endeten nach acht geplanten Gesprächsterminen am 30. November mit einem Schlichterspruch Geißlers zugunsten von S 21, das aber unter Berücksichtigung verschiedener Kritikpunkte der Projektgegner nachgebessert werden müsse (siehe Schlichterspruch). Die Schlichtung wurde live im Fernsehen, Radio und Internet übertragen. Ebenso wurden Mitschriften der Schlichtung veröffentlicht. Sieben (teils wechselnde) Gesprächsführer je Seite diskutierten. Unterstützt wurden die beiden Parteien jeweils von einer Reihe von Fachleuten (u. a. Geologen, Eisenbahnbetriebler, Ingenieure, Architekten), die von den Schlichtungsteilnehmern zur Untermauerung ihrer Argumente aufgerufen werden konnten.

### Teilnehmer
Schlichter:
- Heiner Geißler, ehemaliger Bundesminister und Generalsekretär der CDU, sowie Mitglied bei attac

Teilnehmende Projektbefürworter waren:
- Thomas Bopp, Mitglied des Landtags für die CDU, Vorsitzender des Verbands Region Stuttgart
- Johannes Bräuchle, evangelischer Pfarrer und Referent im Amt für Missionarische Dienste, Leiter des evangelischen Arbeitskreises der CDU Baden-Württemberg
- Tanja Gönner, Ministerin für Umwelt, Naturschutz und Verkehr des Landes Baden-Württemberg für die CDU
- Volker Kefer, Konzernvorstand der Deutschen Bahn für Technik, Systemverbund, Dienstleistungen und Infrastruktur
- Ingulf Leuschel, Konzernbevollmächtigter der Deutschen Bahn für das Land Berlin
- Stefan Mappus, Ministerpräsident des Landes Baden-Württemberg und CDU-Landesvorsitzender
- Wolfgang Schuster, Oberbürgermeister der Landeshauptstadt Stuttgart

Vertretungen der Projektbefürworter (Auswahl):
- Bernhard Bauer, Ministerialdirektor, Ministerium für Umwelt, Naturschutz und Verkehr Baden-Württemberg
- Ernst Pfister, Wirtschaftsminister Baden-Württemberg

Teilnehmende Projektgegner waren:
- Klaus Arnoldi, stellvertretender Vorsitzender des Verkehrsclubs Deutschland (VCD) in Baden-Württemberg
- Peter Conradi, ehemaliger Leiter des Staatlichen Hochbauamts Stuttgart, von 1972 bis 1998 Mitglied des Deutschen Bundestags (SPD) und von 1999 bis 2004 Präsident der Bundesarchitektenkammer
- Brigitte Dahlbender, Vorsitzende des Bundes für Umwelt- und Naturschutz (BUND) Baden-Württemberg
- Winfried Kretschmann, Fraktionschef der Grünen im baden-württembergischen Landtag
- Hannes Rockenbauch, Stadtrat in Stuttgart für das parteifreie Bündnis SÖS – Stuttgart Ökologisch und Sozial
- Gangolf Stocker, Stadtrat in Stuttgart für „SÖS“, Initiative Leben in Stuttgart – Kein Stuttgart 21
- Werner Wölfle, Mitglied des Landtags und Verkehrspolitischer Sprecher der Fraktion Bündnis 90/Die Grünen

Vertretungen der Projektgegner (Auswahl):
- Boris Palmer, Oberbürgermeister von Tübingen, Bündnis 90/Die Grünen

### Termine
| Datum             | Themen                                                                                  |
| ----------------- | --------------------------------------------------------------------------------------- |
| 22. Oktober 2010  | Strategische Bedeutung und verkehrliche Leistungsfähigkeit des Bahnknotens Stuttgart 21 |
| 29. Oktober 2010  | Verkehrliche Leistungsfähigkeit des Bahnknotens Stuttgart 21                            |
| 4. November 2010  | Neubaustrecke Wendlingen–Ulm                                                            |
| 12. November 2010 | Kopfbahnhof 21                                                                          |
| 19. November 2010 | Ökologie und städtebauliche Entwicklung                                                 |
| 20. November 2010 | Geologie, Sicherheit und Bauablauf                                                      |
| 26. November 2010 | Kosten und Wirtschaftlichkeitsrechnung                                                  |
| 27. November 2010 | Nicht behandelte Themen und offene Fragen                                               |
| 30. November 2010 | Abschlusssitzung                                                                        |

### Schlichterspruch
Am 30. November 2010 verkündete Heiner Geißler seinen Schlichterspruch, in dem er sich für die Fortführung des Projekts als „Stuttgart 21 PLUS“ aussprach, aber Nachbesserungen forderte:
- Untersuchung der Leistungsfähigkeit und des Leistungsverhaltens („Stresstest“) – Anhand von Bahnbetriebssimulationen soll geprüft werden, ob der geplante Tiefbahnhof zur Spitzenstunde gegenüber dem gegenwärtigen Kopfbahnhof 30 % mehr Zugfahrten mit „guter Betriebsqualität“ abwickeln kann. Die Ergebnisse der von der Deutschen Bahn durchgeführten Analyse sollen durch das Schweizer Büro SMA und Partner geprüft werden. Ergibt der „Stresstest“, dass die Bahnanlage bei guter Betriebsqualität keine um 30 Prozent gesteigerte Leistung erbringen kann, sollen durch Ergänzungen an der Infrastruktur diese Mängel beseitigt werden.
- Zusätzliche Baumaßnahmen – Soweit die Betriebssimulation („Stresstest“) Bedarf ergibt, sind folgende Verbesserungen vorzusehen:

Erweiterung des Tiefbahnhofs um ein 9. und 10. Gleis.
Zweigleisige westliche Anbindung der Flughafenschleife
Zweigleisige und kreuzungsfrei angebundene Wendlinger Kurve
Anbindung der bestehenden Ferngleise von Zuffenhausen an den neuen Tunnel von Bad Cannstatt zum Hauptbahnhof.
Ausrüstung aller Strecken von S 21 bis Wendlingen zusätzlich mit konventioneller Leit- und Sicherungstechnik.
- Verkehrstechnik, Betriebskonzept bei Betriebsstörungen – Alle Strecken bis Wendlingen soll zusätzlich mit konventioneller Sicherungstechnik ausgerüstet werden. Auch für den Fall einer Sperrung des S-Bahn- oder Fildertunnels muss ein Notfallkonzept vorgelegt werden.
- Barrierefreiheit, Sicherheit – Im Interesse von älteren und behinderten Menschen müssten unter anderem Durchgänge verbreitert werden und der Bahnhof barrierefrei gestaltet werden. Brandschutzmaßnahmen müssen verbessert werden.
- Frei werdende Grundstücke – Die durch den Gleisabbau frei werdenden Grundstücke werden in eine Stiftung überführt und damit der Spekulation entzogen. Bei der Bebauung muss eine Frischluftschneise für die Stuttgarter Innenstadt eingehalten werden, zudem sollen die Gebäude familien- und kinderfreundlich gestaltet sein und zu erschwinglichen Preisen angeboten werden. Auf dem neuen Gelände soll eine offene Parkanlage mit großen Schotterflächen für derzeit im Gleisbett lebende Tierarten geschaffen werden.
- Bäume – Die Bäume im Schlossgarten bleiben erhalten, nur die Bäume, die in der nächsten Zeit ohnehin absterben würden, dürfen abgeholzt werden. Alle anderen müssen umgepflanzt werden.
- Gäubahn – Die Gäubahn soll auf Stuttgarter Stadtgebiet erhalten bleiben und über den Bahnhof Feuerbach an den Tiefbahnhof angebunden werden.

Heiner Geißler sprach sich auch für mehr Bürgerbeteiligung aus:
„Wir brauchen nach meiner Auffassung in Deutschland eine Verstärkung der unmittelbaren Demokratie. Sicher kann das Schweizer Modell nicht 1:1 auf Deutschland übertragen werden. Aber wir sollten, um Entwicklungen wie bei S 21 in der Zukunft zu verhindern, das Beteiligungsverfahren der Schweiz übernehmen, zumindest für Großprojekte […] Solange das im Bund und in den Ländern nicht möglich ist, bietet sich das hier praktizierte Stuttgarter Modell als Prototyp an (institutionalisierte Bürgerbeteiligung auf Augenhöhe).“

## Öffentliche Wahrnehmung
Mit der Live-Übertragung der Schlichtung erreichte der Fernsehsender Phoenix seine bis dahin zweithöchste Einschaltquote (2,9 %).
Die Schlichtungsgespräche sorgten unter anderem als sogenanntes Demokratie-Experiment für Diskussionsstoff, besonders im Hinblick auf eine eventuelle stärkere Bürgerbeteiligung bei zukünftigen politischen Entscheidungen. Für einen Vergleich wurde öfters die Schweiz mit ihren Methoden einer direkten Demokratie herangezogen.
Beachtung in der Öffentlichkeit fand der Stil des Schlichters: Die Deutsche Presse-Agentur meldete, Geißler habe die Schlichtungsgespräche mit Schlagfertigkeit, Humor und Strenge sowohl informativ als auch unterhaltsam gestaltet. In der Saarbrücker Zeitung sprach man von einer „Heiner-Geißler-Show“ und hob damit auf ein angebliches Talent des Schlichters zu unterhaltsamer Selbstinszenierung ab, diverse Medien publizierten Zitatesammlungen seiner ‚besten Sprüche‘. Die Süddeutsche Zeitung lobte sein Verhandlungsgeschick, seine Menschenkenntnis und seine Intelligenz, äußerte sich jedoch nach der Schlichtung kritisch zu Geißler, wonach er zwar durch sein Charisma den friedvollen Umgang der Parteien miteinander ermöglicht habe, in seinem Schlichterspruch jedoch nicht mutig genug gewesen sei und teils sogar im Widerspruch zu seinen eigenen Ansprüchen gehandelt habe; die Schlichtung selbst habe grundlegende Mängel aufgewiesen.
Ende November wurden Heiner Geißler, Andreas Zielcke (Süddeutsche Zeitung) und Arno Luik (Stern) für ihre Analysen zu Stuttgart 21 von der Journalistenvereinigung Netzwerk Recherche mit dem Leuchtturm für besondere publizistische Leistungen ausgezeichnet.
Zum Ende der Schlichtung und kurz danach wendete sich die Lage in den Meinungsumfragen, der Anteil der Befürworter stieg an. Die Proteste gegen Stuttgart 21 gingen jedoch auch nach dem Schlichterspruch weiter. Bereits während dessen Verkündung in der oberen Etage des Stuttgarter Rathauses meldeten sich im Erdgeschoss Demonstranten mit Parolen und Pfiffen lautstark zu Wort. Am 11. Dezember versammelten sich nach Polizeiangaben 16.000, laut Veranstaltern über 50.000 Menschen bei der letzten Großdemonstration gegen Stuttgart 21 im Jahr 2010.

## Stresstest

### Ergebnisse der Bahnbetriebssimulation
Im Schlichterspruch ist die Deutsche Bahn AG verpflichtet worden, einen Stresstest für den geplanten Bahnknoten Stuttgart 21 anhand einer Bahnbetriebssimulation durchzuführen. Im Einzelnen wurde vereinbart: „Sie muss dabei den Nachweis führen, dass ein Fahrplan mit 30 % Leistungszuwachs in der Spitzenstunde mit guter Betriebsqualität möglich ist. Dabei müssen anerkannte Standards des Bahnverkehrs für Zugfolgen, Haltezeiten und Fahrzeiten zur Anwendung kommen. Auch für den Fall einer Sperrung des S-Bahn-Tunnels oder des Fildertunnels muss ein funktionierendes Notfallkonzept vorgelegt werden.“
Die Arbeiten wurden von der Deutschen Bahn AG durchgeführt und von der Firma SMA und Partner AG in Form eines Audits begleitet. Nach eigenen Angaben betreute SMA:
- Modul 1: Konzeption des zu simulierenden Fahrplans.
- Modul 2: Technische Begleitung / Überwachung der Simulation. Die eigentliche Simulation führt die DB Netz AG durch.
- Modul 3: Bewertung und Testierung des Stresstests.

Sie führte zusätzlich eine detaillierte Reisezeitanalyse durch, um den heutigen Fahrplan mit dem zu simulierenden Fahrplan zu vergleichen. Grundlage wurde der zwischen dem Land und der Deutschen Bahn AG vereinbarte Fahrplan der Angebotskonzeption 2020.
Die Arbeitsergebnisse der Deutschen Bahn AG wurden am 30. Juni 2011 unter dem Titel „Fahrplanrobustheitsprüfung“ als Präsentation mit 150 Folien für die drei Themengebiete Grundlagen, Untersuchungsgegenstand mit Stresstest-Fahrplan und Infrastruktur sowie Dokumentation der Betriebssimulation vorgestellt.
Die Ergebnisse des SMA-Audits wurden am 21. Juli 2011 vorgestellt. Eine öffentliche, per Fernsehen übertragene Präsentation und Diskussion der Ergebnisse unter Moderation von Heiner Geißler fand am 29. Juli 2011 statt.
Das Prüfverfahren wurde von SMA und Partner in drei Stufen durchgeführt und in zugehörigen Steckbriefen eingehend dokumentiert:
1. Prüfen der im Simulationsmodell erfassten Infrastrukturdaten bezüglich Ort und Funktion (Anhänge IN-01 bis IN-07 Quelle)
2. Prüfen aller Fahrplanelemente (Anhänge FP-01 bis FP-12)
3. Prüfen der Simulationsmethodik, des Ablaufs und der Ergebnisse (Anhänge SI-01 bis SI-08)

Die ersten beiden Schritte stellen Prüfungen der Ausgangslage dar und schaffen die Grundlage für die Beurteilung der vorgelegten Ergebnisse im dritten Schritt. Im Ergebnis stellen sma und Partner fest, dass „die geforderten 49 Ankünfte im Hauptbahnhof Stuttgart in der am meisten belasteten Stunde und mit dem der Simulation unterstellten Fahrplan mit wirtschaftlich optimaler Betriebsqualität abgewickelt werden können“. (Quelle S. 7) Ausdrücklich wird auf die unterschiedlichen Begriffe „gute Qualität“ im Schlichterspruch und die vier Gruppen des Bahnregelwerks hingewiesen (Richtlinie 405 „Premium, wirtschaftlich optimal, risikobehaftet und mangelhaft“). Die erzielten Simulationsergebnisse seien anhand dieses Regelwerks der zweiten Gruppe zugeordnet worden. Auf den Zu- und Ablaufstrecken habe sich ein leichter Verspätungsaufbau gezeigt, der durch eingeplante Fahrzeitreserven im Hauptbahnhof abgebaut werden könne.
Die fünf Infrastrukturmaßnahmen, die im Schlichterspruch von Heiner Geißler benannt sind, wurden anhand der Simulationsergebnisse beurteilt. Demnach seien die Ausrüstung aller neuen Strecken mit konventioneller Leit- und Sicherungstechnik ebenso notwendig wie die zweigleisige westliche Anbindung des Flughafens und die zweigleisige, kreuzungsfreie Anbindung der Strecke aus Tübingen („Große Wendlinger Kurve“) bei geforderten drei Zügen pro Stunde. Dagegen wird der Zubau eines 9. und 10. Gleises im Hauptbahnhof Stuttgart als nicht erforderlich erachtet; auch auf die Anbindung von Zuffenhausen an den Tunnel Bad Cannstatt könne verzichtet werden.
Kritisch sehen die Gutachter den S-Bahn-Betrieb. Im Rahmen einer Sensitivitätsbetrachtung wurde die planmäßige Haltezeit der S-Bahnen im Hauptbahnhof von 30 auf 48 Sekunden erhöht. Dies führe laut Auditor zu einer Verdopplung der durchschnittlichen Verspätung je Zug. Auch mit dieser Sensitivitätsbetrachtung bestünden in Bezug auf die S-Bahn Unklarheiten. Die Reaktion der S-Bahn in der Simulation erscheine optimistisch.
Der Auditor weist auf kleinere Unstimmigkeiten und Optimierungsbedarf am Fahrplan hin, insbesondere bei Regionalverbindungen, die in einem weiteren Simulationsläufen bearbeitet und veröffentlicht werden sollten. Diese Ergebnisse sind Ende September 2011 vorgelegt worden.
Im Grundsatz werden die Ergebnisse des vorangegangenen Audits bestätigt „...die geforderten 49 Ankünfte im Hauptbahnhof Stuttgart (können) in der am meisten belasteten Stunde und mit dem der Simulation unterstellten Fahrplan mit wirtschaftlich optimaler Betriebsqualität abgewickelt werden.“ Zum Ausbau der Wendlinger Kurve für 3 Züge in der Spitzenstunde schlagen die Gutachter eine eingehendere Kosten-Nutzen-Rechnung vor.
Zur Beurteilung der Qualität der S-Bahn halten sie fest:

„Vereinbarungsgemäß ist die S-Bahn – obwohl sie in der Simulation mitläuft –
nicht gesondert ausgewertet. Grund hierfür ist ein Dissens zwischen den Aufgabenträgern
bezüglich des zu unterstellenden Linien- und Fahrplankonzeptes.
Sobald darüber Einigkeit besteht, kann die Betriebsqualität der S-Bahn mit dem
jetzt vorhandenen Simulationsmodell überprüft werden.“

|                                                      | „Stuttgart 21“ | „Kombi- bahnhof SK 2.2“ |
| ---------------------------------------------------- | -------------- | ----------------------- |
| Bahnsteige Tief/Halle                                | 4 / –          | 2 / 5 bis 6             |
| Weichen im Tiefbahnhof                               | 46             | 20                      |
| Tunnel eingleisig (ca. km)                           | 48             | 26                      |
| Tunnel zweigleisig (ca. km)                          | 5              | 1                       |
| Tiefbahnhof Breite ges. (m)                          | 81             | 51                      |
| Tiefbahnhof Länge ges. (m)                           | 1.350          | 1.000                   |
| Investitionskosten Schätzung der Autoren (Mrd. Euro) | 4,1            | 2,5 bis 3,0             |

### Kritik am Stresstest
S21-Gegner kritisierten am Stresstest, dass sich die Deutsche Bahn nicht an ihre eigenen Vorgaben gehalten habe und Verspätungen nur unzureichend in der Simulation berücksichtigt habe. Beispielsweise seien nur bis zu fünfminütige Zugverspätungen simuliert statt bis zu 20-minütige, wie es nach den eigenen Richtlinien der Bahn hätte durchgeführt werden sollen.
Auf der Internetplattform WikiReal wird der Stresstest bezüglich der grundlegenden Anforderungen, der Leistungsfähigkeit und der Betriebsqualität kritisiert. Demnach sollen die Definitionen für eine „wirtschaftlich optimale Betriebsqualität“ verändert worden sein. Ferner sei der Fahrplan keiner echten Stresssituation, wie z. B. Notfälle, ausgesetzt gewesen. WikiReal kommt zu dem Fazit, dass der unterirdische Bahnhof nur 32 bis 38 Züge in der Spitzenstunde abfertigen könne. Dies würde einen Rückbau des Bahnknotens Stuttgart bedeuten. Zudem sei die maximale Kapazität des Kopfbahnhofs nicht simuliert worden, der auf 49 Züge in der Spitzenstunde komme. Mit dieser Argumentation hat WikiReal ein Bürgerbegehren Ende Oktober 2013 in Stuttgart gestartet. Es trägt den Titel „Ausstieg der Stadt Stuttgart aus S21 aufgrund des Leistungsrückbaus durch das Projekt“. Demnach soll die Stadt Stuttgart aus dem Projekt aussteigen, da die Geschäftsgrundlage der Projektverträge entfallen sein, da Stuttgart 21 eine geringere Leistungsfähigkeit habe als der bestehende Bahnknoten.
Im März 2012 wurden Vorwürfe bekannt, dass die Software, die für den Stresstest benutzt wurde, fehlerhaft gewesen sei und so eine höhere Leistungsfähigkeit ermittelt habe als realistisch.

### Vorschlag der Kombilösung
Zum Abschluss der öffentlichen Diskussion der Ergebnisse des „Stresstests Stuttgart 21“ am 29. Juli 2011 legten Heiner Geißler und die SMA & Partner AG einen ausgearbeiteten Kompromissvorschlag unter der Bezeichnung „Frieden in Stuttgart“ vor. Die Grundidee dieser Lösung sieht als Kombibahnhof (daher kurz auch SK 2.2) für den neuen Hauptbahnhof Stuttgart vor, den Schnellverkehr vom Nahverkehr zu trennen und vorhandene Infrastruktur weitgehend zu nutzen. Der Schnellverkehr solle in einem neuen, verkleinerten Tiefbahnhof getrennt vom Nahverkehr abgewickelt werden, der den verkleinerten Kopfbahnhof und einen Teil der vorhandenen Gleisanlagen nutze. Eine ähnliche Lösung wurde im Hauptbahnhof von Zürich realisiert.
Die Landesregierung kündigte an, den Vorschlag zu prüfen, die Bahn reagierte „skeptisch“. Bundesverkehrsminister Peter Ramsauer wies darauf hin, dass der Vorschlag „vor vielen Jahren bereits schon einmal verworfen wurde“.
Die Landesregierung von Baden-Württemberg (grün-rote Koalition) legte im Oktober 2011 eine gemeinsame Beurteilung mit teilweise unterschiedlichen Einschätzungen der Koalitionspartner vor.

## Rechtsverbindliche Wirkung
Heiner Geißler formulierte bereits im Schlichterspruch: „Es war klar, daß daraus keine rechtliche Bindung entstehen konnte, wohl aber eine psychologische und politische Wirkung die Folge war.“ Im Februar 2012 versuchten S21-Gegner die Baumfällungen im Schlossgarten unter anderem dadurch zu verhindern, indem sie auf die Vereinbarungen der Schlichtung pochten. Hannes Rockenbauch und Gangolf Stocker vom Aktionsbündnis gegen Stuttgart 21 reichten einen Eilantrag beim Verwaltungsgericht in Stuttgart ein. Auch Heiner Geißler erinnerte an den Schlichterspruch. Das Verwaltungsgericht Stuttgart entschied am 13. Februar 2012, dass der Schlichterspruch rechtlich nicht bindend ist.

## Umsetzung des Schlichterspruchs
In einer Podiumsdiskussion mit dem Titel "Fünf Jahre danach – Die Schlichtung zu Stuttgart 21" wies Klaus Arnoldi Heiner Geißler darauf hin, dass seine Forderungen unrealistisch gewesen seien und keine davon umgesetzt worden sei. Arnoldi hatte für den VCD an den Schlichtungsgesprächen teilgenommen. Dagegen kommt der SWR in einem Artikel zum Schluss, dass einzelne Forderungen wenigstens teilweise umgesetzt wurden.

## Rückblick
Im Rückblick nach einigen Jahren wurde die Einlassung auf Schlichtungsgespräche in der durchgeführten Form von der Protestbewegung als strategischer Fehler erkannt. Durch Einlassung auf das Verfahren habe man die Proteste erheblich geschwächt, die Basisbewegung außen vor gelassen und das Projekt legitimiert („Legitimation durch Verfahren“).